# Isabella d’Este

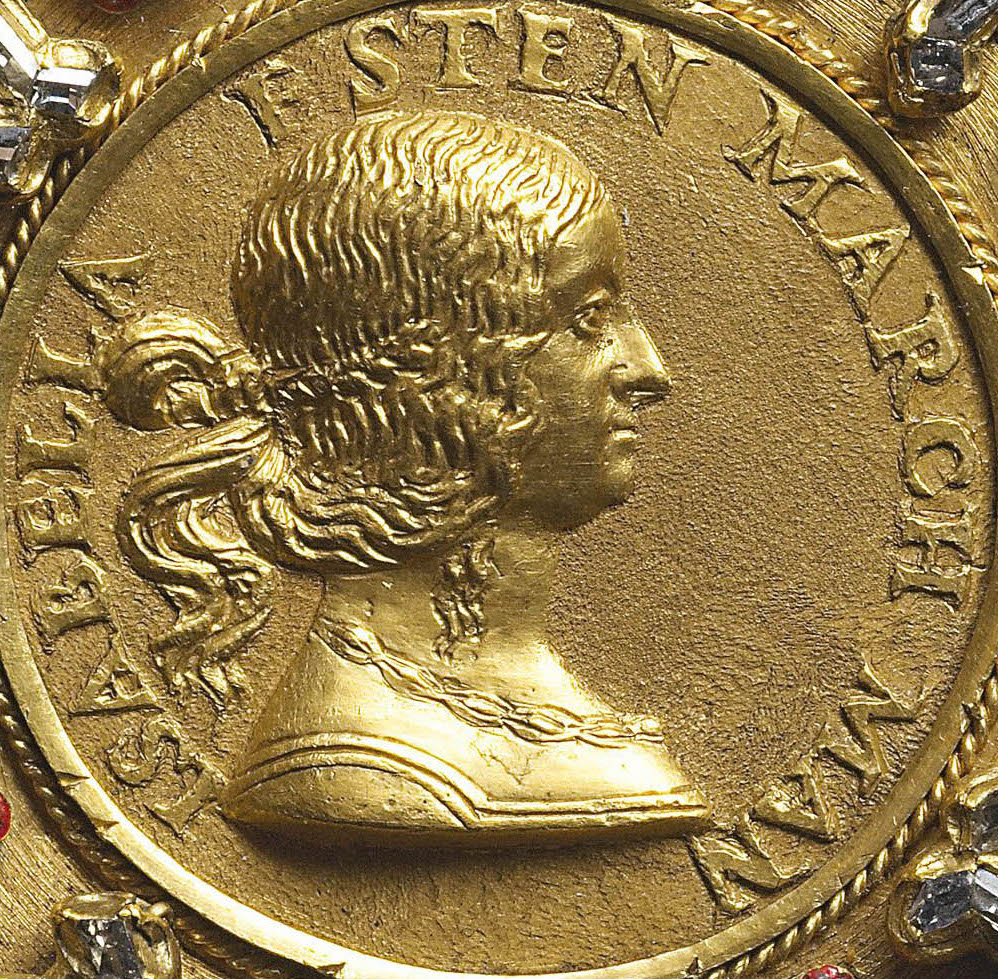
Die einzige gesicherte Darstellung: Medaille von Gian Cristoforo Romano (1495 - Prunkversion 1505)

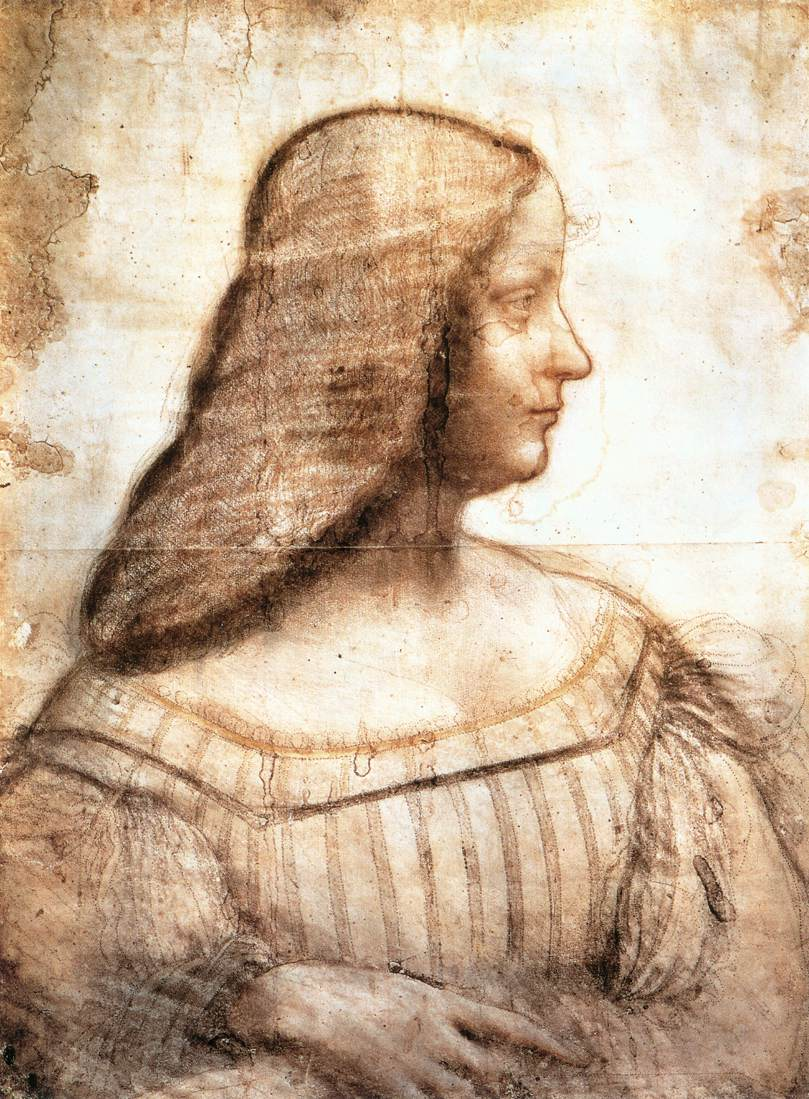
Zeichnung von Leonardo da Vinci (1500), generell anerkannt

Isabella in Rot von Rubens (ca. 1605), Kopie eines verschollenen Porträts von Tizian (1524–29)

Isabella in Schwarz, interpretiert als Tizians Idealisierung der 62-Jährigen (1536), Kunsthistorisches Museum, unsichere, jedoch weit verbreitete Darstellung

Isabella d’Este (* 18. Mai 1474 in Ferrara; † 13. Februar 1539 in Mantua) war eine Markgräfin von Mantua. Sie ist heute berühmt als bedeutendste Mäzenin und Kunstsammlerin der italienischen Renaissance und galt damals als eine der einflussreichsten Frauen („La prima donna del mondo“).

## Leben

### Herkunft
Isabella d’Este war die älteste Tochter von Ercole I. d’Este, Herzog von Ferrara, und Leonora von Neapel, der Tochter von König Ferdinand I. von Neapel.
Ihre jüngere Schwester war Beatrice d’Este, Ehefrau von Ludovico Sforza und Herzogin von Mailand. Ihre Brüder waren u. a. Alfonso I. d’Este, Herzog von Ferrara, Modena und Reggio nell’Emilia, und Kardinal Ippolito I. d’Este.

### Ausbildung
Isabella d’Este erhielt – als Frau herausragend in der damaligen Zeit – eine sehr gute Bildung. Unterrichtet wurde Isabella in Latein, in Musik, in Tanz, in der griechischen und römischen Geschichte und in der klassischen Literatur; u. a. war Antonio Tebaldeo ihr Erzieher.
Ihre Zeitgenossen beschrieben Isabella als sehr redebegabt, intelligent und belesen, sowie auch besonders schön.

### Heirat und Kinder
Im Alter von 16 Jahren, am 12. Februar 1490, wurde Isabella d’Este mit Gianfrancesco II. Gonzaga verheiratet, dem vierten Markgrafen von Mantua (seit 1484). Aus der Ehe gingen acht Kinder hervor:
- Eleonora (31. Dezember 1493 – 13. Februar 1550), ab 1509 Ehefrau von Francesco Maria I. della Rovere und Herzogin von Urbino
- Margherita (13. Juli – 22. September 1496)
- Federico II. Gonzaga (17. Mai 1500 – 28. Juni 1540), ab 1519 fünfter Markgraf und ab 1530 erster Herzog von Mantua
- Livia (1501 – Januar 1508)
- Ippolita (13. November 1503 – 16. März 1570), Nonne
- Ercole (23. November 1505 – 2. März 1563), ab 1527 Kardinal
- Ferrante I. Gonzaga (28. Januar 1507 – 15. November 1557), Feldherr unter Kaiser Karl V. und ab 1539 Graf von Guastalla
- Livia (August 1508 – 1569), benannt nach ihrer im Januar 1508 verstorbenen Schwester, Nonne und Äbtissin

Isabellas Ehe gilt als sehr glücklich bis zu Gianfrancescos Gefangenschaft 1509 und ihrer langen Weigerung zu seiner Freilassung ihren Erstgeborenen als Geisel herauszugeben. Ab 1512 wurde die Beziehung zusätzlich durch die Syphilis ihres Gemahls erschwert. Ihre Söhne liebte sie über alles, aber Spötter behaupteten, dass bei ihr noch ihre Hunde vor den Töchtern kämen.

### Wirken als Politikerin und Regentin
Während der Abwesenheit ihres Ehemanns regierte Isabella wiederholt stellvertretend Mantua, z. B. während seiner Dienste als Militärkommandeur der Republik Venedig (1489–1498), während seiner venezianischen Gefangenschaft (1509–1510), sowie nach seinem Tod anfänglich für ihren Sohn Federico II. Gonzaga (1519–21). Sie verfolgte das Ziel, die kleine Markgrafschaft Mantua im Kräftefeld zwischen den französischen Königen, den deutschen Kaisern (und Habsburg-Spanien), dem Kirchenstaat mit wechselnden Päpsten, der Republik Venedig und den diversen Kleinstaaten zu behaupten. Die Zeit der Italienischen Kriege war allerdings von wechselnden Bündnissen und Verrat geprägt, z. B. setzte Papst Julius II. sich nach Empfang des Erstgeborenen Federico II. Gonzaga als Geisel zwar für die Freilassung ihres Ehemanns ein, nutzte aber die Geisel, um Isabellas Bruder Alfonso I. d’Este zu exkommunizieren und das päpstliche Lehen Ferrara einzuziehen, da seitens Gonzaga/Mantua keine Unterstützung von d'Este/Ferrara drohte. 1512 besiegte wiederum Alfonso mit den verbündeten Franzosen seine Gegner der Heiligen Liga (zu denen dank Erpressung Mantua und Isabella gehörten) und erhielt Kommunion und Lehen zurück.
In späteren Jahren setzte sie sich erfolgreich für die Ernennung ihres Sohnes Ercole 1527 zum Kardinal ein und 1530 für die Erhebung Mantuas zum Herzogtum und damit ihres Sohnes Federico zum ersten Herzog.
Überliefert ist auch ihre Organisation des Palazzo Colonna zu einer Verteidigungsbastei während eines Rombesuchs. Dadurch sorgte sie während des Sacco di Roma (Plünderung Roms 1527) für den Schutz von über 2000 Adligen und deren Bediensteten in den Mauern des Palastes. Der Palazzo Colonna blieb der einzige Palast in Rom, der nicht geplündert wurde.

### Wirken als Mäzenin
Besondere Bedeutung erhält Isabella d’Este als Kunstmäzenin der Renaissance; ihr Wirken ist durch die in Mantua erhaltene Korrespondenz dokumentiert (ca. 28.000 Briefe an Isabella und Kopien von ca. 12.000 Briefen, die Isabella geschrieben hat).
- In der Malerei beauftragte sie die berühmtesten Künstler, z. B. Giovanni Bellini, Giorgione, Leonardo da Vinci, Andrea Mantegna (Hofmaler bis 1506), Perugino, Raffael und Tizian, aber auch Antonio da Correggio, Lorenzo Costa der Ältere (Hofmaler ab 1509), Dosso Dossi, Francesco Francia, Giulio Romano und zahlreiche weitere. So war zum Beispiel ihr Studiolo (Studierzimmer) im Palazzo Ducale von Mantua geschmückt mit Allegorien von Mantegna, Perugino, Costa und Correggio.[10]
- Isabella beauftragte auch die bedeutendsten Bildhauer und Medailleure der damaligen Zeit, z. B. Michelangelo, Il Antico, Gian Cristoforo Romano und Tullio Lombardo, und sie sammelte römische Skulpturen.[11]
- In der Architektur konnte sie sich keine neuen Paläste leisten, doch beschäftigte sie Baumeister wie Biagio Rossetti und Battista Covo.[12]
- In den Geisteswissenschaften war sie unter anderem in Kontakt mit Pietro Aretino, Ludovico Ariosto, Pietro Bembo, Baldassare Castiglione, Mario Equicola und Gian Giorgio Trissino.[13]
- In der Musik unterstützte sie die Komponisten Bartolomeo Tromboncino und Marco Cara. Sie spielte selbst Laute und sang.[14]

Auch in der Mode galt sie als Ikone ihrer Zeit. Berühmt ist eine ihrer Kopfbedeckungen: Capigliari / Balzo – in Briefen ca. 1509 als ihre Erfindung dokumentiert und in den 1520er/30er Jahren in Porträts mehrfach auch bei anderen Damen sichtbar.

## Porträts
Kaum eine andere Persönlichkeit ihrer Zeit wurde gemäß schriftlicher Quellen so oft porträtiert. Doch aufgrund Konfusion fehlen heute Darstellungen im Lebensalter von 26 bis 54 Jahren und auch sämtliche Identifikationen bei ihren Hofkünstlern (z. B. Mantegna, Costa, Bonsignori, Leonbruno, Il Antico etc.).

### Frage der Identifizierung

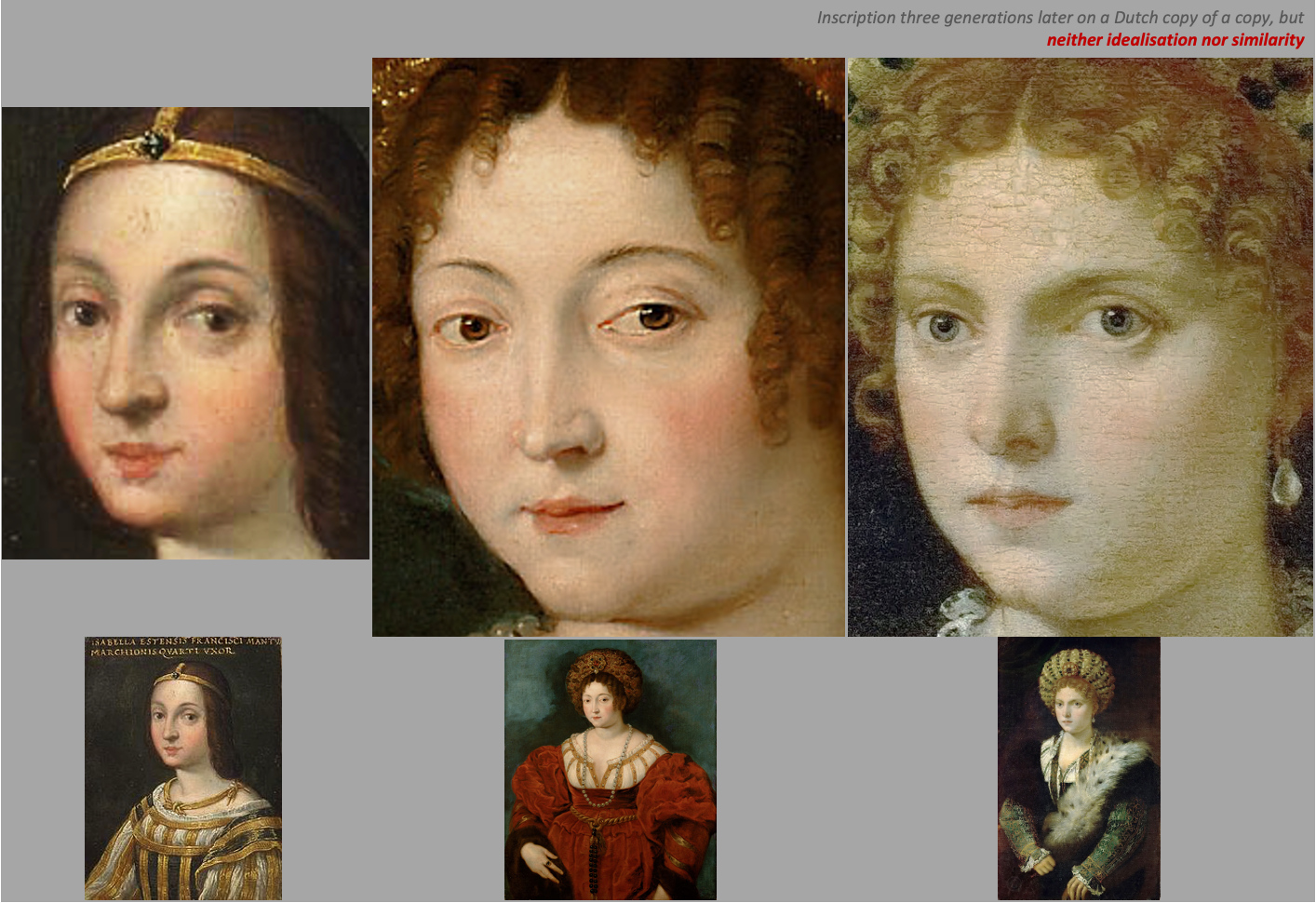
Die drei farbigen Porträts Isabella d’Este im KHM Wien — eventuell inklusive Verwechslung

Es sorgt für Verwirrung, dass früher Darstellungen mit ihrer modischen Erfindung Balzo gerne als Porträts von Isabella vermarktet wurden. Aufgrund resultierender Konfusion wurden alle farbigen Identifikationen zurückgezogen. Ausnahme sind drei Bilder im Kunsthistorischen Museum Wien, die auch keine Wiedererkennung erlauben. Sie unterscheiden sich z. B. in Haar- und Augenfarben und in der blonden Tizian-Verjüngung wurde wiederholt Schönheitsidealisierung vermisst:
- Ambras-Miniatur[22] , 16. Jahrhundert (aus der Sammlung auf Schloss Ambras, heute in Wien)
- Isabella in Rot von Peter Paul Rubens, ca. 1605 (als getreue Kopie eines verschollenen Tizian-Originals ca. 1529)
- Isabella in Schwarz von Tizian, 1536 (interpretiert als retrospektive Darstellung der inzwischen über 60-jährigen aufgrund einer barocken Inschrift auf einer Kopie)[23]

Hintergrund ist, dass Isabella 1536, als sie bereits 62 Jahre alt war, von Tizian eine jugendliche Idealisierung verlangte. Als Modell sollte ein Porträt von Francesco Francia dienen, das dieser bereits 25 Jahre zuvor auf Basis einer mündlichen Beschreibung und einer fremden Zeichnung (wahrscheinlich von Leonardo da Vinci) angefertigt hatte – ohne Modellsitzung. Als Alternative zur Wiener blonden Tizian-Verjüngung (aber weniger verbreitet) wird auch Tizians La Bella im Palazzo Pitti in Florenz vermutet.
Die einzige derzeit absolut sichere Darstellung Isabellas ist die zu Lebzeiten beschriftete Medaille von Gian Cristoforo Romano (siehe Bilder oben), von der mehrere Exemplare (1495/1505) existieren.

### Galerie möglicher Porträts
Auch Renaissance-Porträtmalerei benötigte Charakteristika der Person. Aus der (sicheren) Medaille wären ableitbare Merkmale welliges Haar, bevorzugte Frisur Schläfenlocke und angedeutetes Doppelkinn. Aus den farbigen Darstellungen Ambras Miniatur und Isabella in Rot folgen kastanienfarbige Haare und braune Augen unter geschwungenen Augenbrauen. Gesamthaft scheinen bei Isabella Vereinfachungen zugunsten des Schönheitsideals bevorzugt, weshalb die wenigen Charakteristika keine Identifizierungen absichern. Merkmale können jedoch dokumentierte Aufträge oder Provenienzen evaluieren. Und Accessoires können weitere Hinweise geben. Allerdings verzichtet z. B. die Leonardo-Zeichnung ganz auf Schmuck (stattdessen ein Buch) und z. B. der Balzo war in den späteren Jahren verbreitet (noch nicht in den 1510er Jahren). Voraussetzung ist vorab kritische Auseinandersetzung der widersprüchlichen Identifizierung Isabella in Schwarz.

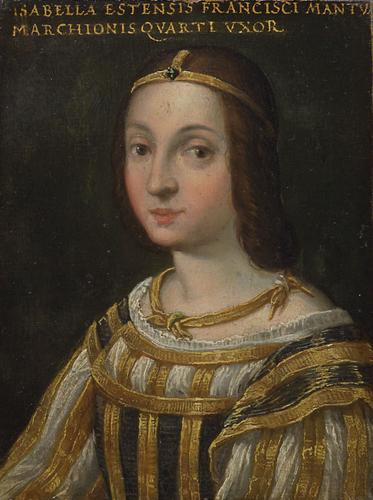
Miniaturporträt (mit Inschrift) als Kopie eines anonymen Mantuaner Malers, KHM Wien, 16. Jh.
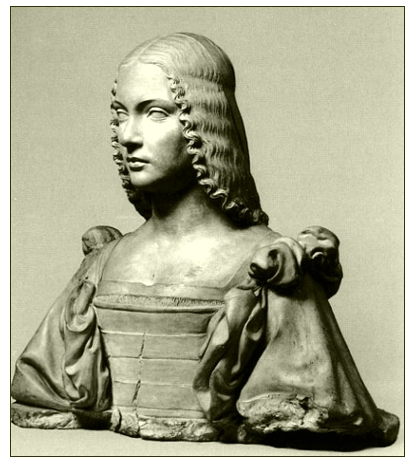
Terrakottabüste, Gian Cristoforo Romano, Kimbell Art Museum, ca. 1500
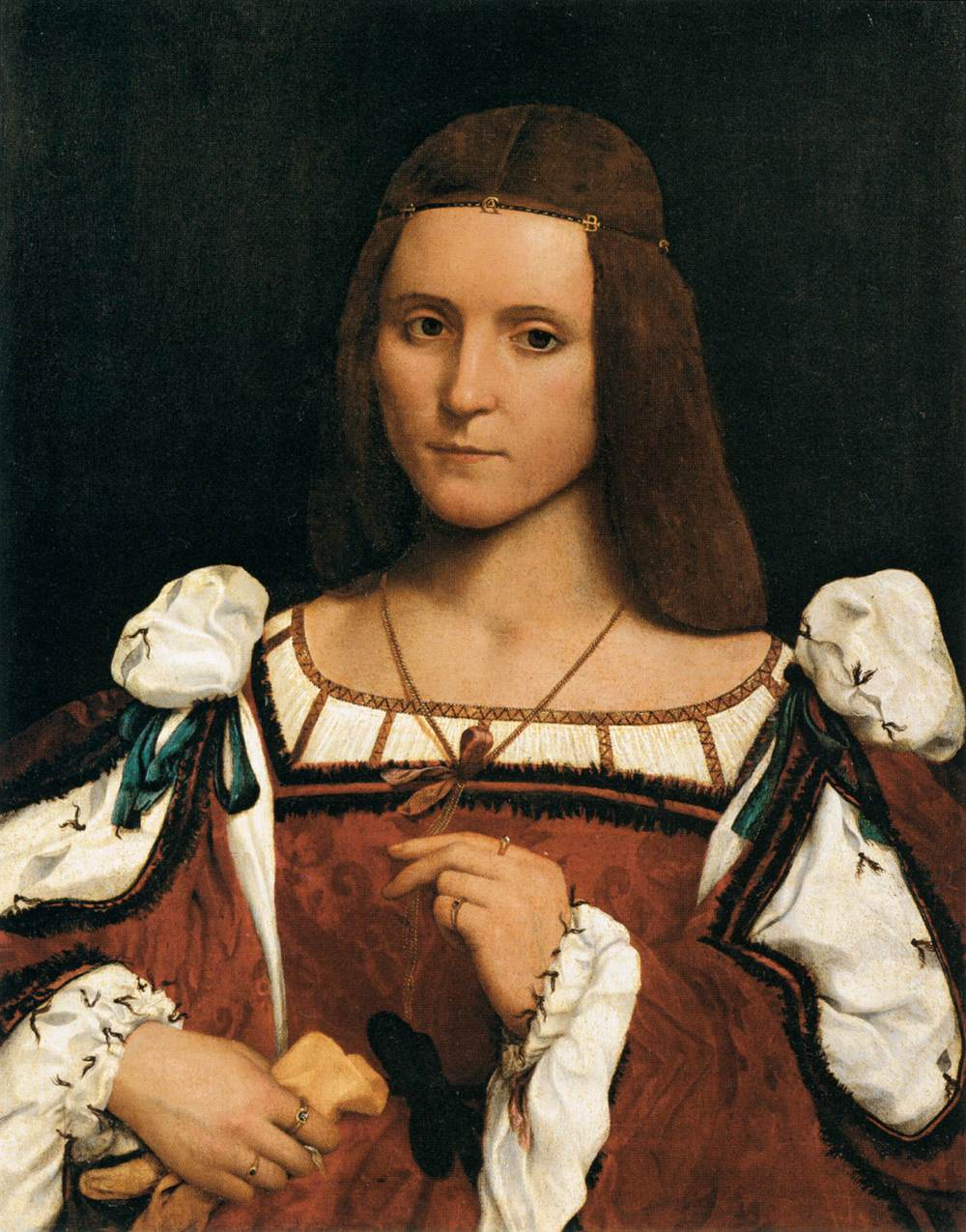
Frauenporträt von Giovanni Francesco Caroto, Louvre, ca. 1505–1510
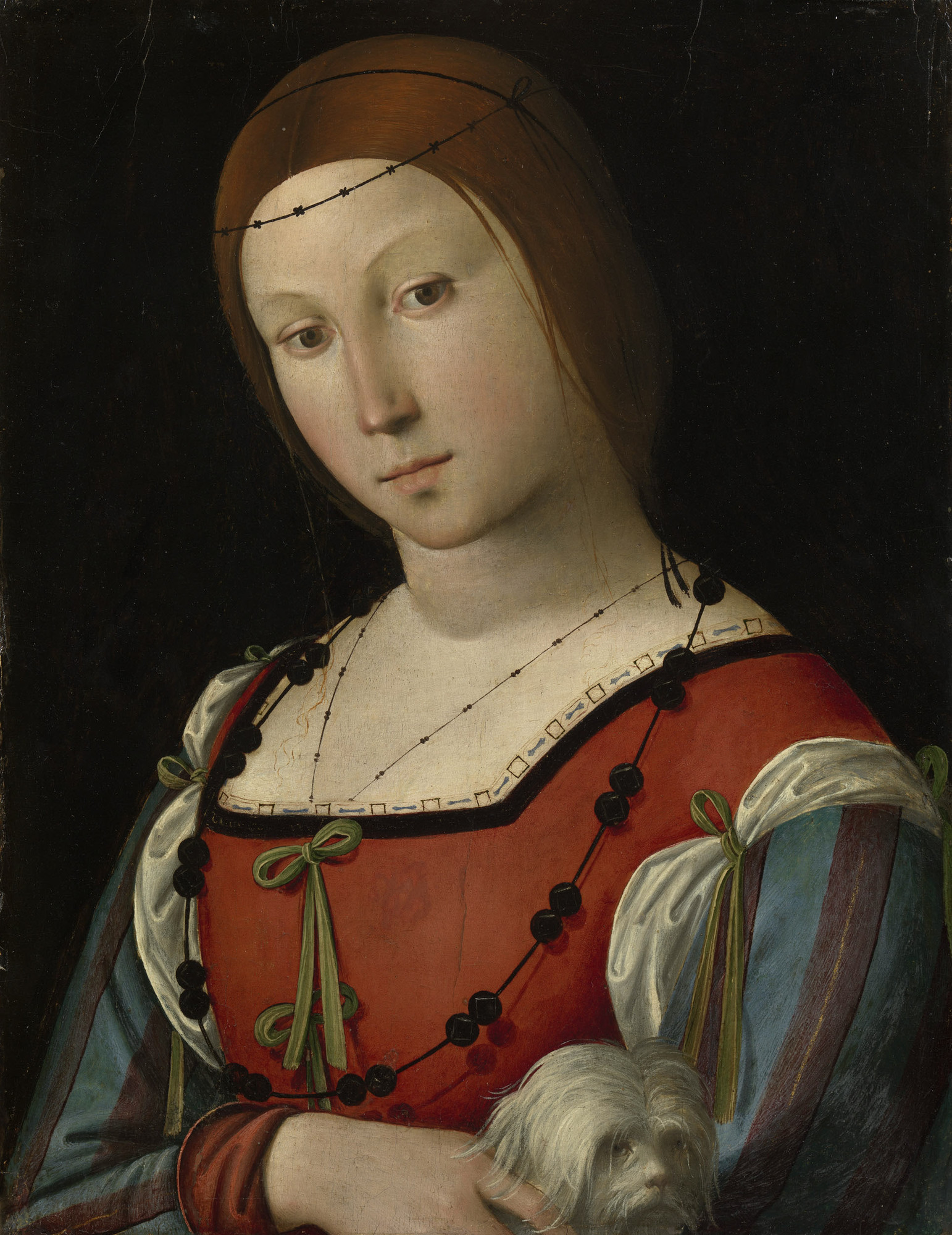
Porträt mit Schoßhund von Lorenzo Costa der Ältere, Royal Collection Schloß Windsor, ca. 1500
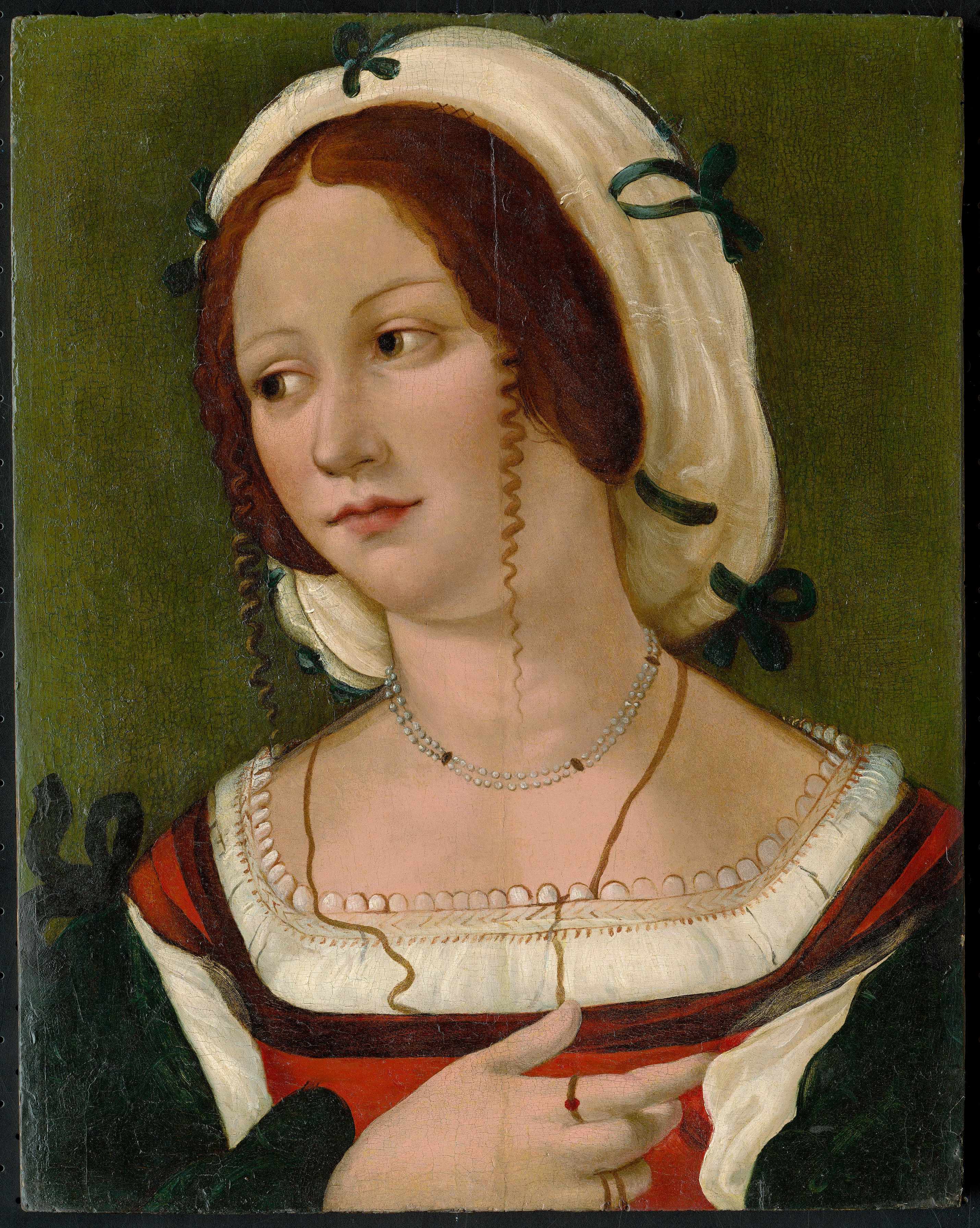
Frauenporträt von Francesco Francia, ca. 1511
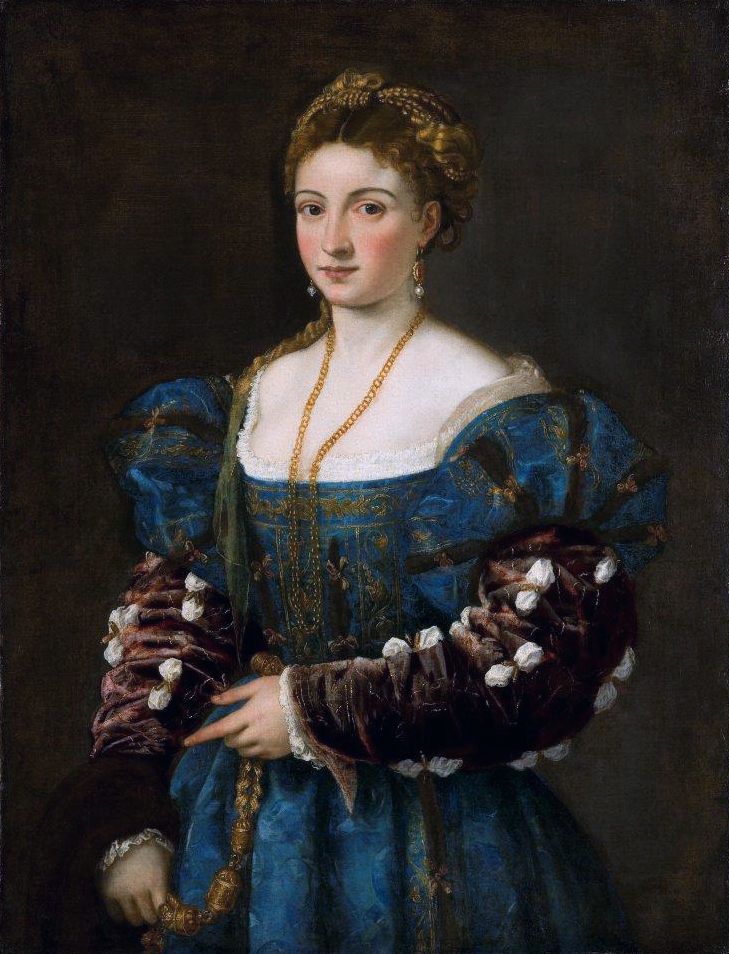
La Bella, Idealporträt von Tizian vermutet als Isabella d'Este oder Eleonora Gonzaga, Galleria Palatina, 1536
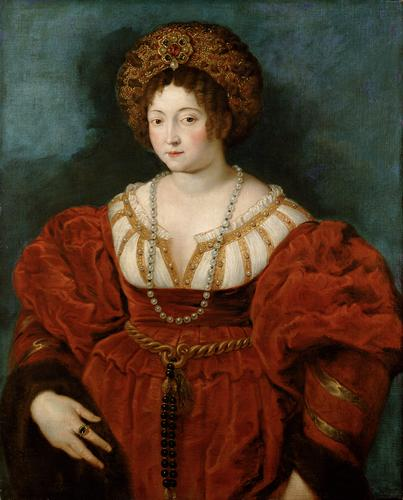
Isabella in Rot als Kopie von Rubens, Kunsthistorisches Museum, ca. 1605
Die Lautespielerin von Andrea Solario, Palazzo Barberini, ca. 1510[31]
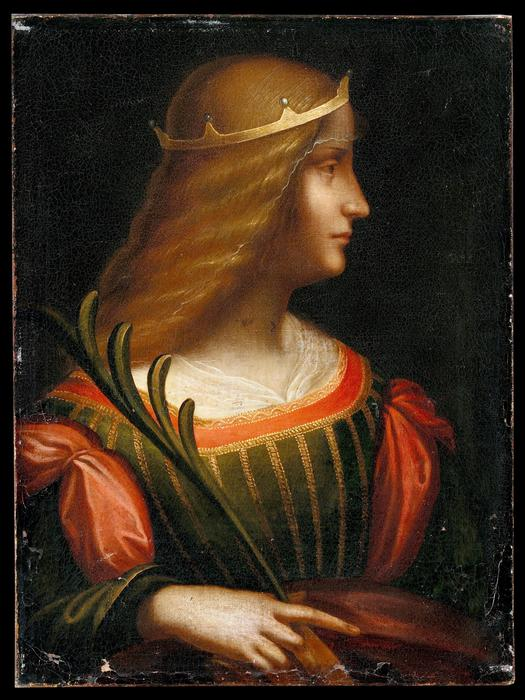
Porträt Isabella d’Este, anonyme Ausführung nach der Zeichnung von Leonardo da Vinci, 16. Jh. Privatsammlung.

### Isabella d’Este und Mona Lisa

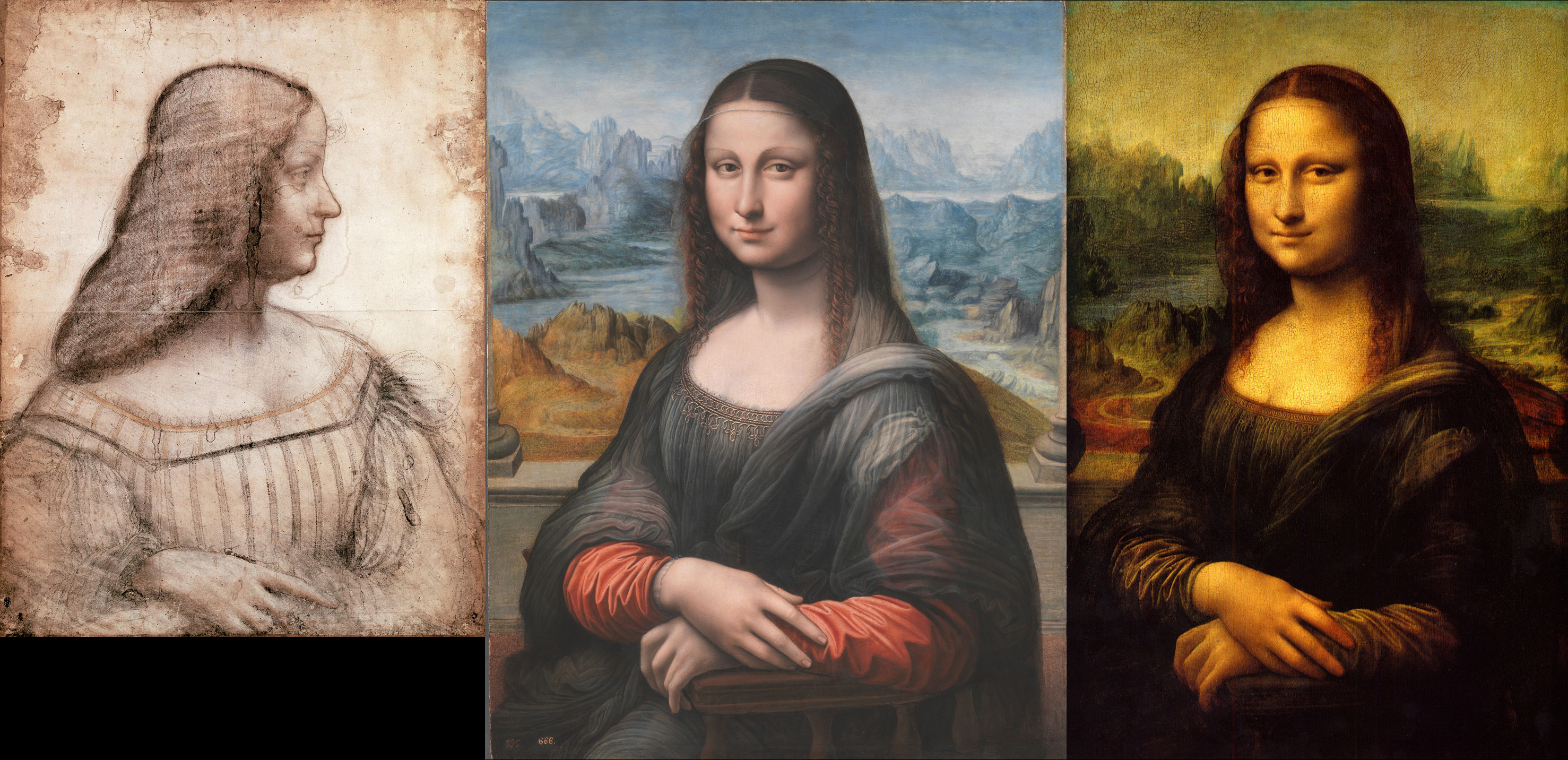
Links: Zeichnung (Isabella d’Este) von Leonardo (1499)
Mitte: Mona Lisa Werkstattkopie im Prado (1506–19)
Rechts: Mona Lisa im Louvre (1502–06)

Die unkritisch verbreitete Isabella in Schwarz könnte superlative Folgen haben (blond, mit hellgrauen Augen, kein Schönheitsideal etc.): Im Werkverzeichnis (2019) Leonardo da Vinci gilt lediglich die große Kunstmäzenin als plausible Alternative für die Mona Lisa (1503–06). Vorbehalt Louvre sind „blonde Haare“ – verbreitet nur noch durch die Wiener Tizian-Verjüngung. Als Modell gilt zumeist Lisa del Giocondo, die Ehefrau eines Kaufmanns in Florenz, die laut Giorgio Vasari von Leonardo porträtiert wurde. Es ist aber offen, ob dies Porträt mit der Mona Lisa identisch ist, insbesondere da Ehemann und Familie bürgerliche Mittelschicht waren und keine sonstigen Kunstaufträge oder Darstellungen bekannt sind.
Für Isabella d’Este sprechen die Ähnlichkeit mit Leonardos Profilzeichnung von 1499 im Louvre (eine Vorstudie für ein Porträtgemälde) und Isabellas Briefe 1501–06 mit Bitte um Ausführung des versprochenen Porträts. Weitere Argumente sind die Berge im Hintergrund, die eher an die Landschaft am Gardasee nördlich von Mantua erinnern als an die Toskana, das Großformat und die in der Renaissance für ein Herrscherbild typische Armlehne.